# 致年青人：你們沒上街的父母根本沒有愛過你
《致年青人：你們沒上街的父母根本沒有愛過你》，是一段在2019年6月香港《逃犯條例修訂草案》風波期間於網上發放的6分半鐘影片，影片中一個自稱曾參與2019年6月9日及6月12日反對《逃犯條例修訂草案》的遊行示威、承受過警方催淚彈的名為「Louis Yuen」的「90後」批鬥香港父母，他聲稱因父母沒有和子女一同參與武力衝擊，所以「你嘅父母根本無愛過你」（你的父母根本沒有愛過你）。
影片發佈後隨即被包括《文匯報》在内的香港建制派網絡平台和媒體引用，相关媒體批評該男子批鬥香港父母猶如文革和極端思想滲入校園，又認為該年輕人是在反對派反修例行動的「持續煽動」下成功被「洗腦」。然而根据法国国有媒体法国广播电台的一则报道，該影片“被發現有多處疑點”，有評論人質疑影片的真確性，亦有聲音批評“有建制派人士甚至中國共產黨企圖假借年輕人的名義、採取激進言辭挑起世代矛盾和故意分化香港人，重施中國共產黨在掌權之初製造假新聞的手法，散播假新聞企圖離間反對《逃犯條例修訂草案》的群眾”。

## 影片來歷
2019年6月，香港就《逃犯條例》的修訂引發連場遊行示威，當中亦出現暴力衝突事件。6月15日，一個名為「Louis Yuen」的Facebook專頁成立，同月21日凌晨3時，該專頁發表了一段以《致年青人：你們沒上街的父母根本沒有愛過你》為標題的6分半鐘影片，影片中一名自稱為「Louis Yuen」的男子沒有提供自己的背景資料和證據，表示自己參與了2019年6月9日的反對逃犯條例修訂草案遊行以及6月12日的反對逃犯條例修訂草案佔領行動和承受過警方的催淚彈，又以「父母反對暴力行為」、「要求子女給予生活費」以及「無法提供充足的物質條件給子女」為論點得出「香港的父母由個仔出世這一刻都不停索取他」、「每一個父母從來都沒想過可以給予到什麼給子女」、「大難臨頭各自飛」以及「有事沒事都要不斷剝削年輕人」等結論，又宣稱「愛不愛年輕人，在是否上街這件事上會表達得一清二楚」、「6月12日大部分參加者為年輕人」，質疑沒參與的「大人」不愛子女。截至6月22日晚上11時，該專頁有28個人贊好和41個追蹤者。
原始版本的影片和專頁皆被刪除，現時互聯網上留下的是經各個亲建制派的平台編改後的版本。

## 各方反應

### 媒體
影片播出後网络媒體如《HKG報》轉載和引用，相關網媒批評称Louis Yuen批鬥香港父母猶如文革，批評極端思想滲入校園；《文匯報》則同樣批評片中人批鬥香港父母無異於文革，又認為片中年輕人的思想是受到「反對派」在反修例行動的持續煽動下成功被「洗腦」，批評「反對派所用的手段向來沒有下限」。

### 反《逃犯條例》遊行參與者
香港媒體《香港01》訪問了部分遊行示威參與者，受訪者一致不認同片中人的言論，指“父母雖沒有參與遊行示威，但仍然關心他們的安危”，認為“父母與子女的關係不在對立面”，也有受訪者指出“有很多大人陪同子女參與遊行示威”，亦有受訪者認為“沒有參與遊行不一定不支持，而參與者不一定希望家人跟自己一起面對暴力”。

### 其他人士
香港立法會泛民主派議員鄺俊宇在臉書以標題為《有一種愛叫父母親》的文章對該影片作出回應，他表示「從小到大都是由父母來保護我們」，又指「種恨比種愛容易得多」，鼓勵人們在各自的臉書寫上一些對父母的感謝說話，希望「用溫柔擊倒壞心腸」。
香港演員黃秋生在臉書轉發影片並批評“片中人的言論偏激”，讓他想起紅衛兵，又指“其父母不懂管教他”。

## 影片真確性
影片發佈後，有部分網民、相關領域的專家等質疑其真確性。專門查證網上流言和假新聞的臉書專頁求驗傳媒指，在6月22日發布該影片的專頁建立於6月15日，截至6月22日晚上11時，該專頁只有28人贊好和41名追蹤者，求驗傳媒認為：「一個這樣小規模的專頁所發布的片段，竟然能爆發到近乎所有建制平台都熱播，實在厲害。」求驗傳媒表示“尊重影片中的男子表達意見的自由”，但指出“各建制派平台嘗試利用該不知名男子的片段來代表香港的年輕一代，是以偏概全和製造撕裂”。
香港市場營銷專家、作家、曾任壹传媒首席行销长的徐緣表示“看了影片後感到憤怒又心寒”，他指出“該影片的內容被《文匯報》以《極端思想滲校 青年批鬥父母》為標題大造文章，人們已知道事有蹊蹺”，他批評影片的製作人「心腸很毒」，認為“該影片文案經過精心設計，為達政治目的而企圖挑動兩代之間的矛盾”，是「文革時期共產黨爭權奪利所用的人民鬥人民伎倆」，刻意引發父母去批鬥子女。他認為“影片的標題雖然是《致年青人》，但從內容看來實際上是《致中老年人》，觀眾對象其實是老年人”，他批評“建制派的目的是挑動中老年人的反感，將不孝的厭惡感連繫到整個反建制運動”。此外，他指“影片中的男子眼球不停來回從左邊掃向右邊”，他以廣告行內人的身份指出“該男子明顯是在讀稿”。
亲泛民主派的媒体《眾新聞》有評論文章對該影片的真確性列出了數個疑點：
1. 影片內容完全違反抗爭策略中「不分化、不割席」的主張，且影片中絕大部分言論都是使用指責口吻，以激進言辭攻擊父母一輩，與抗爭者一向的宣傳策略背道而馳。
2. 影片的製作風格老舊，不像是年輕人的作品。
3. 臉書的演算法會讓受眾更容易接收到與自己興趣及立場相近的內容，臉書也因此被批評製造了不同立場的人各自「圍爐取暖」的情況，然而一個成立不久的專頁的立場傾向抗爭者的內容，竟然最先被親建制的受眾接觸，然後在同類型受眾內傳播，反而抗爭者受眾最初並不知曉該影片的存在，直至該影片被建制派專頁廣泛引用後才了解事情，該傳播方法與臉書演算法的邏輯不合。

前《文匯報》副總編輯、時事評論員程翔认为“影片的手法可能是建制派背後、中國共產黨慣用的「挑動群眾鬥群眾」技倆”，即“一方面令敵對陣營內部分裂，另一方面令敵對陣營引起其他人的公憤”。他又指出，“由於建制派內部對送中條例存在分歧，因此近期已不再談論政策，改以感情作為輿論武器”。
傳媒人區家麟表示，“影片的傳播方式與五年前雨傘運動時，有聽眾致電電台宣稱因為示威者塞車佔路，導致自己無法見病重的媳婦最後一面完全一致”；他指出，“該電台是香港電台第五台的一個老人家節目，但播出不夠半個小時後，該名聽眾的錄音已經在老人家的通訊群裡瘋傳”。他指“傳播的內容能引起上一代共鳴是廣傳關鍵”：「最能觸動情感，往往是同最親密的人的關係，不講理性，不講條例（反送中）好或不好」。他又指出，“建制派的優勢是『夠無恥』，利用民主自由社會去挑動人不理性、懶得思考一面”。

## 疑似製作人及演出者
影片在網上廣傳後，有網民質疑親建制派的香港導演李力持與該影片有關。亦有網民在人肉搜索後認為“影片中的男子姓袁，曾就讀於仁濟醫院董之英紀念中學”，而李力持是該校校董兼該校創藝課程的電影監製，曾到該校培訓演員和拍攝多部中學電影，故有人質疑該男子是李力持的「徒弟」。對於相關質疑，李力持透過臉書表示：「想抹黑我呀！我很驚呀！」又言：「我家下（現在）旁邊全是國安和強力部門」。

## 脚注
1. ↑  根据亲泛民主派的媒体《苹果日报》的报道，李力持曾在其臉書專頁留言“責罵建制派在《逃犯條例》事件中沒有作為”，又指“不怕200萬人上街遊行”（指2019年6月16日反對逃犯條例修訂草案遊行中组织声称的遊行人數），宣稱自己有「13億人加500萬人」。有網民在留言區貼出「致年青人：你哋冇上街嘅父母根本冇愛過你」影片，寫道：「下咗火先力哥，其實我哋呢條好成功了，不是一事無成（別生氣力哥，其實我們這段影片已經很成功了，不是一事無成）。」，而李力持則留言回應：「再加多兩錢肉緊（再繼續加油）。」。故有網民推斷“該影片是由建制派拍攝”[7][10]。